# 金娜英 (2002年)
金娜英（ Kim Na-young，2002年11月30日—），藝名娜英（：／ Na-young），韓國女歌手，2021年6月10日，以女子組合LIGHTSUM成员身份出道，官方定位為主唱、領舞。

## 活動發展

### 出道前
2017年11月4日，客串SBS電視劇《Bravo, My Life!》。
2018年3月15日，參與tvN綜藝節目《尋找金無名第二季》，為偶像練習生之一。
2018年6月15日，以Banana Culture練習生身份，參加Mnet選秀節目《PRODUCE 48》。
2018年9月10日至2019年4月12日，以Banana Culture New Kid身份，參與多個表演影音及直播。
2020年5月，離開Banana Culture。
2020年7月，成為Cube娛樂練習生。

### 團體出道
2021年4月21日，娜英被公开为Cube娱乐即将推出之女子组合LIGHTSUM的成員之一。
2021年6月10日，随LIGHTSUM以單曲《Vanilla》出道。
2021年10月13日，隨LIGHTSUM以專輯《Light a wish》回歸，主打歌為 《Vivace》。

## 影視作品

### 電視劇
| 年份          | 電視頻道 | 電視劇        | 角色 | 備註       |
| ------------- | -------- | ------------- | ---- | ---------- |
| 2017年11月4日 | SBS      | Bravo My Life |      | EP10，客串 |

### 綜藝節目
| 日期                   | 電視頻道 | 節目名稱         | 備註        |        |
| 出道前                 | 出道前   | 出道前           | 出道前      | 出道前 |
| ---------------------- | -------- | ---------------- | ----------- | ------ |
| 2018年3月15日          | tvN      | 尋找金無名第二季 | EP3，練習生 |        |
| 2018年6月15日－8月31日 | Mnet     | PRODUCE 48       |             |        |